# Coitus interruptus
Coitus interruptus, "avbrutet samlag" eller "finska rycket", är en preventivmetod som går ut på att mannen drar ut sin penis ur kvinnans slida innan han har fått utlösning. Ejakulationen sker sedan istället utanför slidan. Metoden är osäker, då det dels kan vara svårt för mannen att dra ut penisen i tid innan ejakulationen, dels kan förekomma spermier i den försats som kommer ur penisen innan ejakulationen. Metoden är urgammal och finns återgiven i Första Mosebok, där det beskrivs hur "Onan lät sin säd spillas på marken".